# Joaquim Gutiérrez i Ylla
Joaquim Gutiérrez i Ylla, conegut com a Quim Gutiérrez, (Barcelona, 27 de març de 1981) és un actor català.
Començà la seva carrera artística amb dotze anys a la sèrie Poblenou de Televisió de Catalunya i la continua al teatre amb obres com Unes polaroids explícites, Dissabte, diumenge i dilluns i Romeu i Julieta. El 2000 torna a Televisió de Catalunya per a interpretar el paper de David Peris a la telenovel·la El cor de la ciutat, que li serveix de trampolí quasi definitiu per a la seva carrera. Deixa la sèrie el 2005 i des de la temporada 2005-2006 el seu personatge és interpretat per Aleix Rangel, ja que ell el rebutjà per tenir altres compromisos, tant a la televisió com al cinema.
Durant l'any 2006 va estrenar dues pel·lícules, Azuloscurocasinegro de Daniel Sánchez Arévalo i Sense tu de Ramon Masllorens, així com la sèrie Génesis: en la mente del asesino, emesa per Cuatro. L'èxit que va aconseguir amb aquestes pel·lícules va ocasionar-li també el reconeixement a escala estatal i diversos premis, d'entre els quals destaca el Goya al millor actor revelació per Azuloscurocasinegro.
L'any 2011 protagonitzà, juntament amb la banda musical Els Amics de les Arts, l'anunci promocional d'Estrella Damm "Què tenim?".

## Filmografia

### Sèries de televisió
- 1994 - Poblenou (TVC)
- 1995 - Rosa (TVC)
- 1996 - Rosa, punt i a part (TVC)
- 1996 - Rosa, la lluita (TVC)
- 2000-2005 - El cor de la ciutat (TVC)
- 2004 - Majoria absoluta (TVC)
- 2004 - Virginia, la monaca di Monza (RAI)
- 2006-2007 - Génesis, en la mente del asesino (Cuatro)
- 2011 - El precio de la libertad (minisèrie)
- 2016 - El padre de Caín (minisèrie)
- 2017-2018 - El accidente (Telecinco)
- 2019 - El Vecino (Netflix)
- 2023 - El cuerpo en llamas (Netflix)
- 2023 - Mentiras pasajeras

### Cinema
- 1995 - Abran las puertas, d'Enric Miró (curtmetratge)
- 2004 - La caída de la casa Usher, de Toni López Robles (curtmetratge)
- 2006 - Azuloscurocasinegro, de Daniel Sánchez Arévalo
- 2006 - Sense tu, de Raimon Masllorens
- 2007 - Traumatología, de Daniel Sánchez Arévalo (curtmetratge)
- 2008 - Sangre de mayo, de José Luis Garci
- 2010 - Una hora más en Canarias, de David Serrano
- 2010 - (Uno de los) primos, de Daniel Sánchez Arévalo (curtmetratge)
- 2011 - La cara oculta, d'Andrés Baiz
- 2011 - Primos, de Daniel Sánchez Arévalo
- 2012 - Todo es silencio, de José Luis Cuerda
- 2013 - Els últims dies, de David i Àlex Pastor
- 2013 - La gran familia española, de Daniel Sánchez Arévalo
- 2014 - Els ulls grocs dels cocodrils, de Cécile Telerman
- 2015 - Anacleto: Agent secret, de Javier Ruiz Caldera
- 2021 - Jungle Cruise, de Jaume Collet-Serra
- 2021 - Madeleine Collins d' Antoine Barraud
- 2022 - Un año, una noche d'Isaki Lacuesta
- 2022 - Amor de madre de Paco Caballero
- 2023 - Historias para no contar

### Teatre
- 2001-2002 - Unes polaroids explícites, de Mark Ravenhill, amb direcció de Josep Maria Mestres
- 2002 - Dissabte, diumenge i dilluns, d'Eduardo De Filippo, amb direcció de Sergi Belbel
- 2003 - Romeu i Julieta, de William Shakespeare, amb direcció de Josep Maria Mestres
- 2003 - Homenatge a Josep Montanyés, de Guillem-Jordi Graells i Josep Maria Mestres
- 2009 - Hamlet, de William Shakespeare, amb direcció de Tomaz Pandur

## Premis i nominacions
| Any  | Premis                                           | Categoria                                   | Pel·lícula                 | Resultat  |
| ---- | ------------------------------------------------ | ------------------------------------------- | -------------------------- | --------- |
| 2007 | Premis Goya                                      | Millor actor revelació                      | AzulOscuroCasiNegro        | Guanyador |
| 2007 | Premi Sant Jordi de Cinematografia               | Millor actor en pel·lícula espanyola        | AzulOscuroCasiNegro        | Guanyador |
| 2007 | Premis Butaca                                    | Millor actor català de cinema               | AzulOscuroCasiNegro        | Nominat   |
| 2007 | Premis ACE                                       | Millor actor revelació                      | AzulOscuroCasiNegro        | Guanyador |
| 2007 | Unión de Actores y Actrices                      | Millor actor revelació                      | AzulOscuroCasiNegro        | Nominat   |
| 2007 | Premis Turia                                     | Millor actor revelació                      | AzulOscuroCasiNegro        | Guanyador |
| 2012 | Premis Iris                                      | Millor interpretació masculina              | El precio de la libertad   | Nominat   |
| 2014 | Fotogramas de Plata                              | Millor actor de cinema                      | La gran familia española   | Nominat   |
| 2016 | Premis Feroz                                     | Millor actor secundari                      | Anacleto: agent secret     | Nominat   |
| 2016 | Medalles del Cercle d'Escriptors Cinematogràfics | Millor actor secundari                      | Anacleto: agent secret     | Nominat   |
| 2016 | Premis Gaudí                                     | Millor actor secundari                      | Anacleto: agent secret     | Nominat   |
| 2016 | Monte-Carlo Film Festival                        | Premi del jurat al Millor actor             | Anacleto: agent secret     | Guanyador |
| 2018 | Premis Iris                                      | Millor interpretació masculina              | El accidente               | Nominat   |
| 2018 | Premis Zapping                                   | Millor actor d'una serie                    | El accidente               | Nominat   |
| 2019 | Festival de Cinema de Màlaga                     | Biznaga de Plata al Millor actor de reparto | Litus                      | Guanyador |
| 2020 | Premis Iris                                      | Millor interpretació masculina              | El vecino                  | Nominat   |
| 2020 | Premis Feroz                                     | Millor actor secundari                      | Ventajas de viajar en tren | Nominat   |